# Мосьциська (Красноставський повіт)
Мосьциська (пол. Mościska) — село в Польщі, у гміні Рудник Красноставського повіту Люблінського воєводства. Населення — 337 осіб (2011).
У 1975—1998 роках село належало до Замойського воєводства.

## Демографія
Демографічна структура станом на 31 березня 2011 року:
|          | Загалом | Допрацездатний вік | Працездатний вік | Постпрацездатний вік |
| -------- | ------- | ------------------ | ---------------- | -------------------- |
| Чоловіки | 173     | 40                 | 105              | 28                   |
| Жінки    | 164     | 31                 | 76               | 57                   |
| Разом    | 337     | 71                 | 181              | 85                   |

## Особистості

### Народилися
- Мар'ян Ціхош — польський державний чиновник і політик.